# 程函方程
程函方程（Eikonal equation) 是一个非线性偏微分方程

{\displaystyle sys:=(u(x,t)_{t}))^{2}+(u(x,t)_{x})^{2}-4=0}

## 行波解

程函方程行波图

{\displaystyle g[1]:={u(x,t)=C4-(2*(C1+C2*x+C3*t))/{\sqrt {C3^{2}+C2^{2}}}}}
{\displaystyle g[2]:={u(x,t)=C4+(2*(C1+C2*x+C3*t))/{\sqrt {C3^{2}+C2^{2}}}}}